# وینترسهال دیا
وینترشل دیا (انگلیسی: Wintershall Dea) شرکت نفت و گاز آلمانی است، که در سال ۱۸۹۴ تأسیس شد.